# Луис Енрике
Луис Енрике Мартинез Гарсија (шп. Luis Enrique Martínez García; 8. мај 1970) бивши је шпански фудбалер, а садашњи фудбалски тренер. Тренутно је тренер Пари Сен Жермена.

## Биографија
У периоду од 1991. до 2004. играо је и за Реал Мадрид и за Барселону, са подједнаким индивидуалним и тимским успехом, за та два тима одиграо је преко 500 утакмица и постигао преко 100 голова. Играо је и за репрезентацију Шпаније, са којом је учествовао на три Светска првенства и једном Европском првенству.
Тренерску каријеру започео је 2008. у Б тиму Барселоне, одакле је после три године прешао у Рому. У сезони 2013/14. био је тренер Селте, да би се следеће године вратио у Барселону, са којом у првој сезони осваја три трофеја, а у другој четири рачунајући УЕФА суперкуп и светско клупско првенство. У трећој и последњој сезони на клупи "блаугране" Енрике је освојио још један трофеј купа краља као и шпански суперкуп.

## Трофеји (као играч)

### Реал Мадрид
- Првенство Шпаније (1) : 1994/95.
- Куп Шпаније (1) : 1992/93.
- Суперкуп Шпаније (1) : 1993.

### Барселона
- Првенство Шпаније (2) : 1997/98, 1998/99.
- Куп Шпаније (2) : 1996/97, 1997/98.
- Суперкуп Шпаније (1) : 1996.
- Куп победника купова (1) : 1996/97.
- Суперкуп Европе (1) : 1997.

### Репрезентација Шпаније
- Летње олимпијске игре (1) : 1992.

## Трофеји (као тренер)

### Барселона
- Првенство Шпаније (2) : 2014/15, 2015/16.
- Куп Шпаније (3) : 2014/15, 2015/16, 2016/17.
- Суперкуп Шпаније (1) : 2016.
- Лига шампиона (1) : 2014/15.
- УЕФА суперкуп (1) : 2015.
- Светско клупско првенство (1) : 2015.

### Пари Сен Жермен
- Првенство Француске (2) : 2023/24, 2024/25.
- Куп Француске (2) : 2023/24, 2024/25.
- Суперкуп Француске (2) : 2023, 2024.
- Лига шампиона (1) : 2024/25.
- УЕФА суперкуп (1) : 2025.
- Светско клупско првенство : финале 2025.

## Статистика (као тренер)
Последња измена 17. августа 2025.
| Тим             | Од                 | До                | Статистика | Статистика | Статистика | Статистика | Статистика |
| Тим             | Од                 | До                | Утк        | Поб        | Нер        | Пор        | Поб %      |
| --------------- | ------------------ | ----------------- | ---------- | ---------- | ---------- | ---------- | ---------- |
| Барселона Б     | 26. мај 2008.      | 8. јун 2011.      | 124        | 59         | 40         | 25         | 47.58      |
| Рома            | 8. јун 2011.       | 13. мај 2012.     | 42         | 17         | 9          | 16         | 40.48      |
| Селта           | 8. јун 2013.       | 17. мај 2014.     | 40         | 15         | 7          | 18         | 37.50      |
| Барселона       | 19. мај 2014.      | 29. мај 2017.     | 181        | 138        | 22         | 21         | 76.24      |
| Шпанија         | 9. јул 2018.       | 26. март 2019.    | 8          | 6          | 0          | 2          | 75.00      |
| Шпанија         | 19. новембар 2019. | 8. децембар 2022. | 39         | 20         | 14         | 5          | 51.28      |
| Пари Сен Жермен | 5. јул 2023.       | данас             | 120        | 83         | 21         | 16         | 69.17      |
| Укупно          | Укупно             | Укупно            | 553        | 338        | 112        | 103        | 61.12      |